# Buathra tarsoleucos
Buathra tarsoleucos là một loài tò vò trong họ Ichneumonidae.